# Me-1 (Spanje)
De Me-1 is een weg die loopt van Maó naar Ciutadella de Menorca, de twee dichtstbevolkte en belangrijkste steden van het Spaanse eiland Menorca.
Met een lengte van 45,5 kilometer is de Me-1 de langste weg van het eiland en overspant de gehele lengte van het eiland. De weg is van asfalt. In Maó begint de Me-1 dicht bij de luchthaven Aeropuerto de Menorca.
Me-1 · Me-2 · Me-4 · Me-5 · Me-6 · Me-7 · Me-12 · Me-13 · Me-14 · Me-15 · Me-16 · Me-18 · Me-24